# Liotyphlops wilderi
Liotyphlops wilderi là một loài rắn trong họ Anomalepididae. Loài này được Garman mô tả khoa học đầu tiên năm 1883.